# Jonas Gomes de Sousa
Jonas Gomes de Sousa – noto come Jonas – (Teresina, 28 gennaio 1997) è un calciatore brasiliano, centrocampista del Retrô.